# بينغ ثوم
بينغ ثوم هو مهندس معماري كندي، ولد في 8 ديسمبر 1940 في هونغ كونغ البريطانية في المملكة المتحدة، وتوفي في 4 أكتوبر 2016 في هونغ كونغ في الصين.